# Castillo de Meillant
El castillo de Meillant (en francés: château de Meillant) es un château renacentista francés que aún mezcla formas tradicionales medievales con estructuras clásicas italianas. Se halla en la antigua provincia del Berry, hoy en la comuna de Meillant, departamento de Cher, en la región Centro-Valle del Loira.
El 2 de marzo de 1926 fue objeto de una inscripción al título de monumentos históricos del país. Esta protección se completó el 4 de abril de 1963 con una clasificación de las fachadas y tejados. El lugar había sido clasificado provisionalmente en el pasado en la lista de monumentos históricos de 1862 y después, en la de 1875. Fue dado de baja en 1887, a petición del propietario, y luego de nuevo incluido en 1926.

## Historia
Un castillo ya existía en el lugar desde el siglo XI. Una torre había sido construida por un príncipe de Deols para proteger sus tierras frente a la gran torre que se había construido en Dun-le-Roi, ahora Dun-sur-Auron, distante unas tres leguas.
El castillo actual se empezó a construir a finales del siglo XIII y principios del siglo XIV por Étienne II de Sancerre, que murió antes de 1308. Se conservan los dos corps de logis rectangulares situados a ambos lados del edificio principal construido en el siglo XV. En el lado sur se encontraban los fosos alimentados por el río Hivernon. El resto de las murallas, que rodeaban un patio y estaban protegidas por los fosos, desaparecieron en el siglo XVIII. Una puerta de entrada en el este era el lugar de acceso.
Fue la familia de Amboise la que construyó el edificio principal central, la capilla y la torre del León con su escalera de caracol, en el lado del patio. Esta construcción duró desde 1473 hasta 1510. Debió ser iniciada por Charles I de Amboise y completada por Charles II de Amboise bajo el gobierno del cardenal de Amboise.
Un dibujo hecho por Claude Chastillon a principios del siglo XVII, permite conocer la apariencia del castillo en ese momento. Muestra que el castillo estaba terminado en el oeste con una galería de siete arcadas, de las cuales no se conservan más que dos pilastras en el jardín. Esta galería se parecía al château de la Verrerie, cerca de Aubigny-sur-Nère.
Desde 1842, el palacio fue restaurado por el arquitecto Louis Lenormand. Rehízo la decoración escultórica exterior, los tejados, los caminos de ronda y reconstruyó los pisos superiores del edificio principal situado en el extremo este. También rehízo completamente el interior.

## Arquitectura

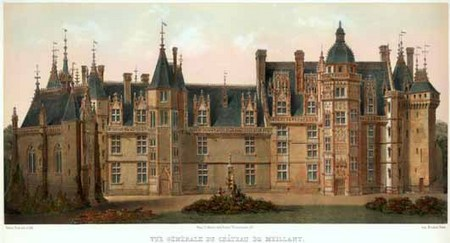
El castillo de Meillant y su capilla en 1503.

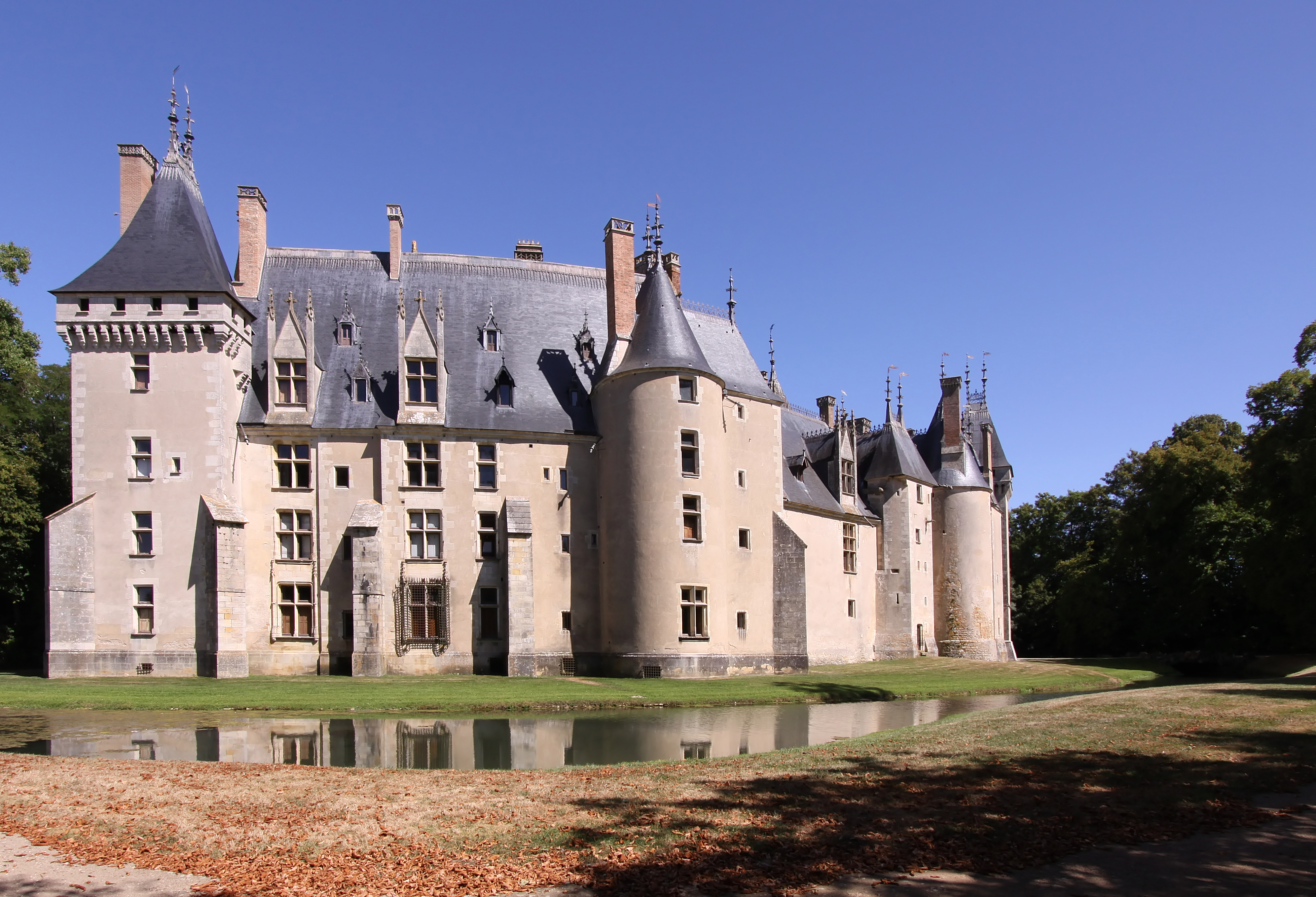
El castillo visto desde el lado de los fosos.

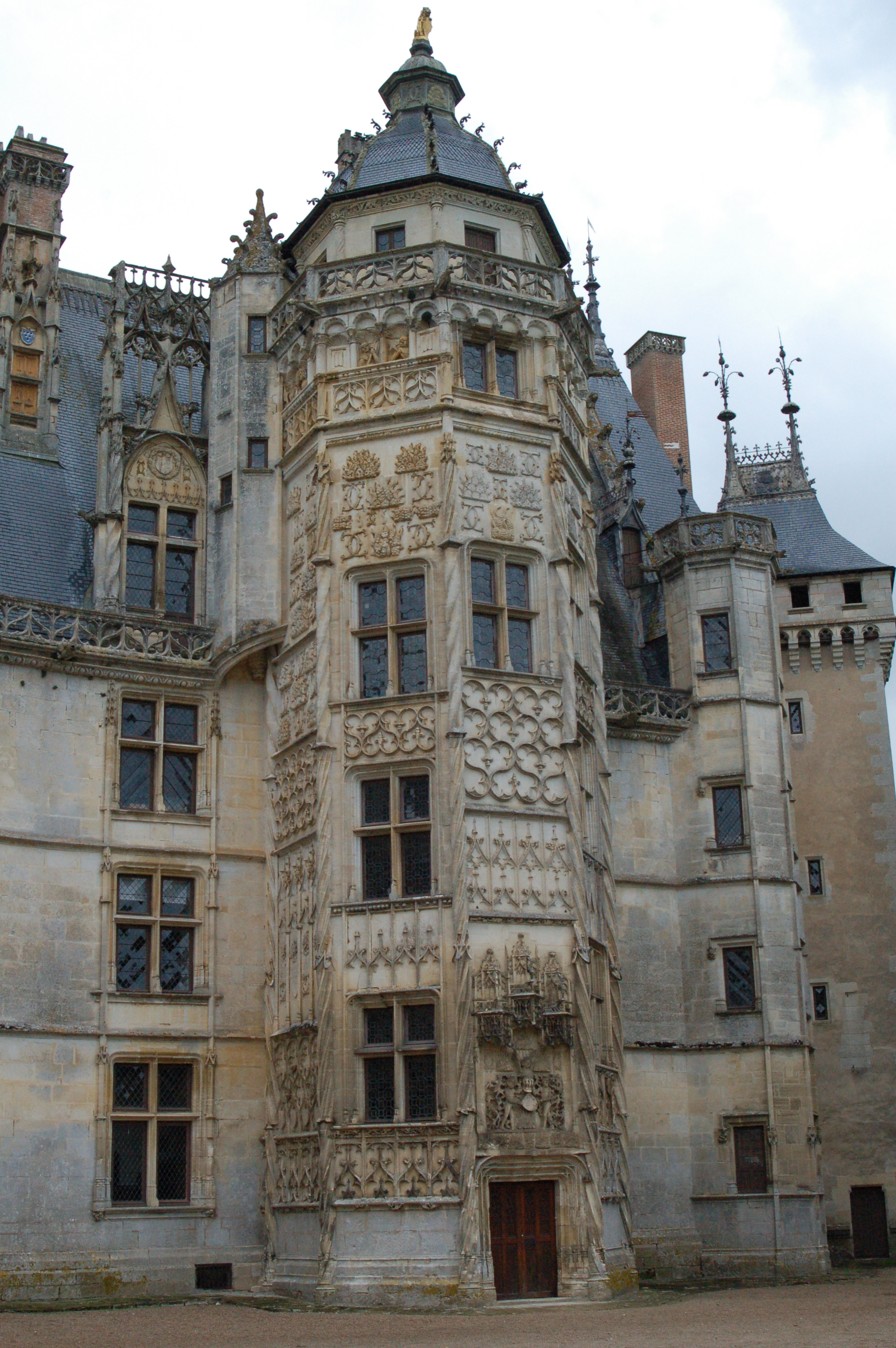
La torre del León construida por Carlos II de Amboise (1510).

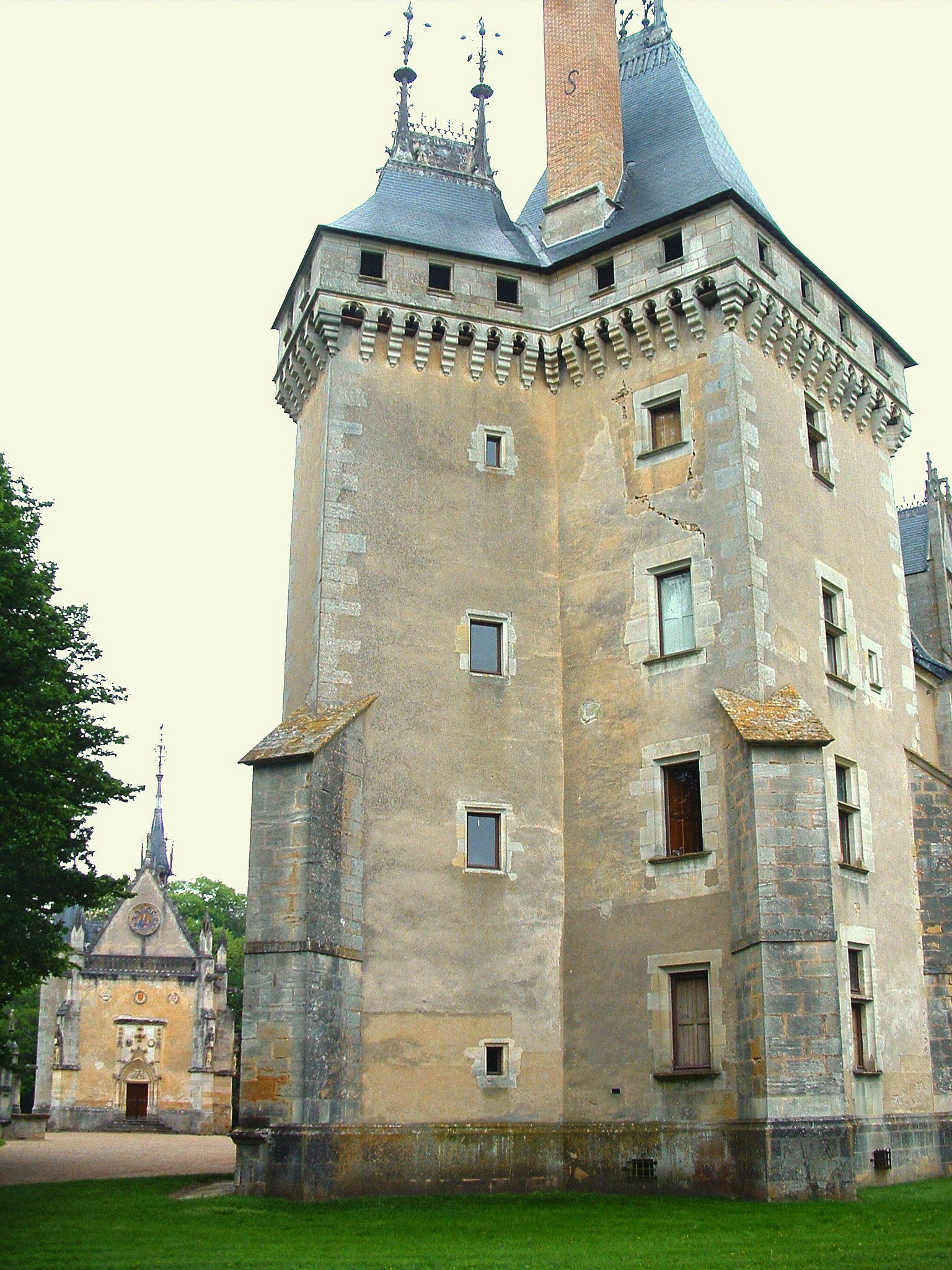
La torre de los Sarracenos o de Luis XII.

La planta original del castillo, tal como fue construido por Étienne II y que muestra el dibujo de Claude de Chatillon, es muy similar a la del castillo de Sagonne. Este parecido se debe al hecho de que estos dos castillos fueron construidos por la misma familia de Sancerre.
Las partes construidas por la familia de Amboise a partir de 1473 están más relacionadas con el estilo gótico tardío que con el inicio del estilo renacentista francés. Se pueden vincular los edificios construidos por Charles I de Amboise I con el palacio Jacques-Cœur de Bourges.
Bajo el gobierno de Charles II de Amboise se construyó la torre del León, sobresaliente, y con una escalera de caracol y la puesta en forma de la fachada del lado del patio de la edificación occidental con la apertura de las ventanas en las paredes de comienzos del siglo XIV y su decoración. La decoración de la torre y las altas ventanas de la fachada que da al patio es bastante exuberante. Se llevó a cabo antes de 1510 en el estilo Luis XII, que marca la transición del gótico flamígero y del primer Renacimiento francés. Se encuentra este tipo de torre-escalera en el palacio de Jacques-Cœur y en el hotel des Échevins de Bourges. La galería que prolongaba el ala occidental y que había sido construida en el estilo del renacimiento temprano por desgracia ha desaparecido. La decoración de la torre de León, llamada así por el león que la corona, es la parte más interesante del castillo. No parece que la restauración emprendida a partir de 1842 haya afectado en gran medida a esa parte del castillo.

## Las diferentes familias propietarias de las tierras de Meillant
El castillo y las tierras de Meillant han pasado a lo largo de su historia por las manos de numerosas familias.

### De la familia de Charenton a la familia de Sancerre
El castillo pertenecía a la familia de Charenton que también poseía la tierra de Charenton. Los dos señoríos permanecieron unidos hasta la época de la Revolución.
Agnès de Charenton lo aportó como dote a su matrimonio con Raoul VII, pPríncipe de Deols, que murió en 1176. Las tierras revirtieron a su única hija, Denise de Déols. Ella se casó en 1189 con André I de Chauvigny, que se muestra en la tercera cruzada. Luego, en 1204, se volvió a casar con Guillaume I de Sancerre, conde de Sancerre.
Las tierra pasaron luego a su hijo mayor, Guillaume I de Chauvigny. Fundó cerca del castillo una villa franca. En mayo de 1211 dio una carta de privilegios para los burgueses que fueran a establecerse allí. En 1233, Guillaume I de Chauvigny cedió a su medio hermano, Louis I de Sancerre esta tierra. Habiendo heredado Meillant a la muerte de su padre en 1267, Jean I de Sancerre confirmó el 8 de noviembre de 1269, a los burgueses de Meillant, los privilegios concedidos en el acto de 1211.
Fue el hijo mayor de Jean I, Étienne II de Sancerre, al que se atribuye la construcción de la parte del castillo actual que data de finales del siglo XIII o inicios del XIV. Murió sin descendencia en 1308, y fue su hermano Jean II de Sancerre quien se convirtió en dueño del señorío. Los herederos sucesivos fueron Louis II de Sancerre, después Jean III de Sancerre y, por último, su única hija, Marguerite de Sancerre. Marguerite se casó cuatro veces. En primer lugar, en 1364, con Gerard Chabot VI (1344 -1370). Viuda, se casó , en segundas nupcias, el 27 de junio de 1374 en Riom, con Béraud II, delfín de Auvernia.

### La familia de Bueil
La hija de Beraud II y de Margarita, Marguerite-Dauphine, delfina de Auvernia y dama de Bueil, se casó en 1404 con Jean IV de Bueil, maestro de los ballesteros de Francia. Murió en 1418, pero dejó el usufructo de Meillant y de Charenton a su hermana Jacquette-Dauphine, abadesa de Saint-Menoux. Esta donación fue confirmada el 14 de agosto de 1435 por su sobrino y sobrina, Luis de Borbón y su esposa, Jeanne-Dauphine.
En 1453, Charles d'Albret, señor de Orval y suzerano de Meillant, otorgó tres años la abadesa que ella le rindiera su homenaje.

### La familia de Amboise
Anne de Breuil, una hija de Margarita de Breuil, se casó en 1438 con Pierre d'Amboise. Por intercambio, adquirieron el 20 de octubre de 1453 los señoríos de Meillant y de Charenton. Pierre d'Amboise era llamado señor de Meillant en actos de 1462 y 1468. Murió el 28 de junio de 1473 en Meillant.
Desde el 6 de mayo de 1464, había transmitido a su hijo Carlos I de Amboise la nuda propiedad de Meillant en el momento de su matrimonio con Catalina de Chauvigny. Hizo comenzar laos trabajos de construcción de la parte del edificio entre los dos corps de logis de Étienne II de Sancerre, probablemente desde 1473. Después de su muerte, el 22 de febrero de 1481, su hijo, Carlos II de Amboise hizo continuar los trabajos. Sus funciones de teniente del rey en Italia y de gobernador del Milanesado le retenían lejos del castillo, e hizo supervisan el trabajo a su tío, el cardenal de Amboise. El dinero que retiró de su gobierno en Italia hizo decir al cardenal Bibbiena, según Brantôme: "Milan a fait Meillant". [Milán ha hecho Meillant]. El rey Luis XII se detuvo en Meillant en 1505, siendo la razón que explica la escultura de un puercoespín (símbolo del rey) que corona una torre. Después de su muerte el 11 de febrero de 1511 en Carregio, su único hijo Georges d'Amboise heredó el castillo pero murió en la batalla de Pavía, en 1525.
En un testamento de 1522, Georges de Amboise había dejado sus bienes a su tía Catalina de Amboise, esposa de Philibert de Beaujeu (hijo de Jacques de Beaujeu, señor de Lignières y de Amplepuis), y a su prima Antoinette d'Amboise, esposa de Antoine de La Rochefoucauld, señor de Barbezieux. Mediante una transacción de 21 de octubre de 1525, las tierras de Meillant y de Charenton retornaron a Catalina de Amboise. Su marido, Philibert de Beaujeu rindió homenaje por estas tierras, el 26 de septiembre de 1534 a Henry de Foix, conde de Comminges y señor de Orval. Esta transacción preveía que si Catalina de Amboise moría sin hijos, los señoríos volverían a Antonieta de Amboise.

### La familia de Barbezieux
Catalina de Amboise transmitió a su sobrina Antonieta sus tierras de Meillant, Charenton, Lignières y Chaumont en 1542. Esta última, arruinada por su tercer marido, tuvo que vender la nuda propiedad, el 4 de diciembre de 1543, a su hijo Gilbert de La Rochefoucauld por 80.000 libras y otras tierras a su otro hijo Charles de La Rochefoucauld, señor de Barbezieux, por 40.000 libras. Después de la muerte de Antonieta de Amboise, por acuerdo de 4 de julio de 1553 con sus hermanos, Charles de La Rochefoucauld, pasó a a ser el único propietario de las tierras de su madre. A su muerte, su viuda, Françoise de Chabot, hija del almirante Philippe Chabot, fue dama de Meillant hasta 1600.

### La familia de Brichanteau
Charles de La Rochefoucauld y Antoineta de Amboise tuvieron tres hijas. El señorío pasó a su segunda hija Antonieta de La Rochefoucauld, casada con Antoine de Brichanteau,, que era marqués de Nangis, Almirante de Francia en 1589. En 1609, rindió homenaje de sus tierras a su suzerano, Sully. Las tierras fueron luego mantenidas indivisas entre Brichanteau de Nicolás, y su hermano Philibert de Brichanteau, obispo de Laon.
Nicolas de Brichanteau murió en 1653. Su segundo hijo, Claude Alphonse de Brichanteau le sucedió. Murió en 1658, y su viuda, Angélique de Aloigny, hija de Henri Louis d'Aloigny, fue dueña de Meillant hasta 1676. Su hijo, Louis-Fauste de Brichanteau se casó con su prima germana, Marie-Henriette Aloigny de Rochefort, después de obtener una dispensa. Lo mataron en Alemania el 8 de agosto de 1690. De ese matrimonio nacieron tres hijos, dos son, entre ellos Louis Armand de Brichanteau de Nangis, y una hija, Louise-Madeleine-Thérèse de Brichanteau.

### La famille de Gorge d'Antraigues
El 12 de septiembre de 1710, Louis-MadeleineThérèse de Brichanteau firmó su contrato de matrimonio con Pierre-François Gorge d'Antraigues, conde de Clain. El mismo día, el padre del novio, Pierre Gorge d'Antraigues, señor de la Chapelle-sur-Crécy, compró a los niños Brichanteau por 214.000 libras las tierras de Meillant Chandeuil y Pondy y las cedió a su hijo en usufructo, la nuda propiedad antes de revertir a los niños por nacer. En ausencia de heredero, la herencia volvería a su otro hijo, Chrétien-François Gorge d'Antraigues, y a su hija, Julie-Christine-Régine, que se casó en 1709 con Paul-Francois de Bethune, marqués de Ancenis y después cuarto duque de Charost en 1724.
Pierre Gorge había hecho su fortuna en empresas financieras. Su riqueza le permitió comprar el señorío de Antraigues, en Berry (a 36 Langé), y las tierras que bordean la Chapelle Crecy, en-Brie (77 Crecy-la-Chapelle). Se volvió a casar en 1685 con Julie d'Étampes-Valençay, hija del difunto Dominique marqués de Valençay y de Marie-Louise de Montmorency-Boutteville
De este segundo matrimonio nació Pierre-Fauste, un hijo muerto joven en 1715, y Julie-Christine-Regine, y otra hija, monja. Viuda en 1705, se retiró en 1710 en la abadía Sainte-Geneviève donde murió 21 de marzo de 1723. En el primer matrimonio había nacido un hijo Chrétien-François.
El hijo Pierre-Fauste carecía de las virtudes de su padre. Fue un corrompido lleno de vicios que se arruinó. Su esposa murió en el parto en 1713. Se casó de nuevo en 1715 con Marie-Thérèse d'Haraucourt que le dejó tres semanas más tarde, perseguido por sus acreedores. Su nueva esposa se convirtió en amante del Regente, Felipe II de Orleans. Él mismo murió en prisión en Moscú en 1740.
Ante la depravación de Pierre-Fauste, el 4 de septiembre de 1716, Pierre Gorge d'Antraigues desheredó a su hijo. Una orden de 1 de julio de 1718 le permitió cancelar sus donaciones. pero el 11 de junio de 1717 Pierre-Fauste había abandonado sus acreedores el usufructo de sus bienes en el Berry. Para evitar un juicio, Chrétien-François recompró sus derechos a los acreedores en 1720. Antes de su muerte, Pierre Gorge d'Antraigues hizo herederos a Chrétien-François y a Julie-Christine-Régine, a cada uno la mitad.

### La familia de Béthune-Charost
En abril de 1732, Chrétien-Francois Gorge d'Antraigues vendió a su hermana todo el usufructo y la mitad de la nuda propiedad del señorío de Meillant. Chrétien-François murió el 25 de julio de 1737 sin hijos, dejando a su hermana como legataria universal. El 28 de agosto de 1737, Julie-Christine-Régine murió después de haber tenido a tercer hijo, François-Joseph de Béthune, duque de Ancenis, su heredero. Había estado casada con Marie-Élisabeth de Roye de La Rochefoucauld. Este último aseguró la custodia de las tierras del Berry después de la muerte de su marido el 26 de octubre de 1739, para su hijo Armand Joseph de Béthune, duque de Charost en 1747. Tomó posesión de Meillant en 1755.
Armand Joseph de Béthune había estado casado con Louise-Suzanne-Edmée de Martel que murió el 6 de octubre de 1779. Se volvió a casar con Henriette-Adélaïde-Joséphine du Bouchet de Sourches de Tourzel, el 17 de febrero de 1783. Su acción filantrópica le había hecho querido en Berry. Las peticiones de los habitantes del país le permitieron escapar de la guillotina durante el Terror, mientras que su único hijo superviviente fue guillotinado el 26 de abril de 1794. Murió en París el 28 de octubre de 1800. En su testamento de 3 de junio de 1798, se tuvohabia nombrado a su segunda esposa su heredera. Ella prestó poca atención al château.

### La familia de Mortemart
En 1857 Henriette-Adélaïde-Joséphine du Bouchet de Sourches de Tourzel cedió el castillo a su sobrina Virginie de Sainte-Aldegonde, casada con el general Casimir de Rochechouart, duque de Mortemart. Fue este último el que emprendió, desde 1842, la restauración del castillo por el arquitecto Louis Lenormand.